# Battaglia di Alarcos
La battaglia di Alarcos è stata una battaglia tra gli Almohadi guidati dal califfo Abū Yūsuf Yaʿqūb al-Mansur e il re Alfonso VIII di Castiglia. Vide la sconfitta delle forze castigliane e la loro successiva ritirata a Toledo, mentre gli Almohadi conquistarono Trujillo, Montánchez e Talavera.

## Panoramica
Nel 1189 il califfo almohade Abū Yūsuf Yaʿqūb partì dalla capitale almohade Marrakesh per combattere i portoghesi che, con l'aiuto di un'alleanza cristiana europea, si erano impadroniti di Silves. Dopo aver riconquistato la città, tornò nella sua capitale.

Ne seguì un armistizio tra gli Almohadi e i re cristiani di Castiglia e del León. Allo scadere della tregua, avendo ricevuto notizia che Yaʿqūb era gravemente ammalato a Marrakesh e che suo fratello Abu Yahya, governatore di al-Andalus (Spagna islamica), aveva attraversato lo stretto per proclamarsi califfo e prendere il controllo di Marrakesh, Alfonso VIII di Castiglia decise di attaccare la regione di Siviglia nel 1194. Una forza militare guidata dall'arcivescovo di Toledo Martín López de Pisuerga (comprendente i militari dell'Ordine militare di Calatrava) saccheggiò la regione. Dopo aver sconfitto il suo ambizioso fratello, a Yaʿqūb al-Manṣūr non rimaneva altra scelta se non quella di preparare una spedizione contro i cristiani, che ora minacciavano le province settentrionali della Spagna islamica.

Il primo giorno del giugno 1195 sbarcò a Tarifa. Passando attraverso la provincia di Siviglia, il grosso dell'esercito almohade raggiunse Cordova il 30 giugno, rafforzato dalle truppe dei governatori locali e da un contingente di cavalleria cristiana, sotto Pedro Fernández de Castro, in ribellione contro il re castigliano. Il 4 luglio Yaʿqūb al-Manṣūr abbandonò Cordova, il suo esercito attraversò il valico di Muradal (Despeñaperros) e avanzò attraverso la piana di Salvatierra. Un distaccamento di cavalleria dell'Ordine di Calatrava, oltre ad alcuni cavalieri provenienti da castelli vicini, cercarono di raccogliere informazioni sull'esercito almohade, ma furono circondati da musulmani e quasi tutti sterminati; alcuni superstiti riuscirono però a fornire informazioni al re castigliano.

Alfonso raccolse le sue forze a Toledo e marciò verso sud, verso Alarcos (al-Arak, in arabo), nei pressi del fiume Guadiana, un luogo che segnava il limite meridionale del suo regno e dove una fortezza era in fase di costruzione. Voleva bloccare l'accesso alla ricca valle del Tago, e non attese i rinforzi del re Alfonso IX di León e di Sancho VII di Navarra. Quando le truppe almohadi, il 16 luglio, arrivarono alla vista delle forze castigliane, Yaʿqūb al-Manṣūr non accettò di combattere quel giorno, e nemmeno il giorno dopo, preferendo far riposare le sue forze, ma presto, il terzo giorno, mercoledì 18 luglio, l'esercito almohade si formò per la battaglia, intorno a una piccola collina chiamata La Cabeza.

## Battaglia
Abū Yūsuf Yaʿqūb dette al suo visir, Abu Yahya ibn Abi Hafs, il comando di una forza all'avanguardia: in prima linea i volontari Banū Marīn capeggiati da Abu Jalil Mahyu ibn Abi Bakr, con un grande corpo di arcieri e soldati tribali Zanata, dietro di loro, nella collina, il visir con la bandiera del califfo e la sua guardia personale, composta da soldati presi dalle tribù berbere Hintata del monte Atlante, a sinistra c'erano le truppe arabe guidate da Yarmun ibn Riyah, e a destra, le forze andaluse guidate dal popolare Caid ibn Sanadid. Yaʿqūb al-Manṣūr comandava la retroguardia, che comprendeva i migliori soldati almohadi, a loro volta suddivise sotto i comandanti Yabir ibn Yusuf, Abd al-Qawi Tayliyun, Muhammad ibn Munqafad e Abu Jazir Yajluf al-Awrabi, nonché una forte guardia di schiavi neri. La forza dell'esercito islamico venne sottovalutato da re Alfonso. Il re castigliano mise gran parte della sua cavalleria pesante in un unico corpo compatto, composto da circa 8 000 cavalieri, e lo pose sotto il comando del feroce Diego López de Haro, signore della Biscaglia. I castigliani speravano di distruggere il nemico con una carica inarrestabile di cavalleria, il re stesso avrebbe dovuto caricare in seguito con la sua fanteria per completare la disfatta nemica.

La carica di cavalleria castigliana fu disordinata, ma il colpo inferto fu potente. I cavalieri si schiantarono contro i berberi Zanata e contro i Banū Marīn, che si dispersero, il visir Abu Yahya venne ucciso. I cavalieri si rivolsero alla loro sinistra, iniziando una lotta feroce contro gli andalusi guidati da Ibn Sanadid. Dopo tre ore di combattimenti il calore intenso del pomeriggio fece sopraggiungere la stanchezza sui cavalieri corazzati. Gli arabi capeggiati da Yarmun stavano circondando il fianco castigliano posteriore, a questo punto le migliori forze almohadi attaccarono, con il califfo chiaramente visibile in prima fila, riuscendo a circondare completamente i cavalieri.

Alfonso avanzò con tutte le forze rimaste avviando un corpo a corpo, solo per ritrovarsi aggredito da tutti i lati e sotto una pioggia di frecce. Per qualche tempo combatté egli stesso, fino al massacro completo delle sue guardie del corpo, fuggì quindi verso Toledo. La fanteria castigliana venne distrutta, insieme alla maggior parte degli Ordini Militari che li avevano sostenuti, Diego López de Haro cercò di forzare la sua strada attraverso il centro delle forze nemiche, ma alla fine dovette rifugiarsi nella fortezza incompiuta di Alarcos con solo pochi cavalieri sopravvissuti. Il ribelle Pedro Fernández de Castro, che aveva fatto poco nella battaglia, venne inviato dal califfo a negoziare la resa; López de Haro e i sopravvissuti furono autorizzati ad andarsene, lasciando 12 cavalieri come ostaggi per il pagamento di un grande riscatto.

L'intero esercito castigliano fu distrutto. Tra gli uccisi vi furono tre vescovi e tantissimi conti. Tra i morti musulmani vi furono il visir Abu Yahya ibn Abi Hafs e Abu Bakr, comandante dei volontari Banū Marīn, che morì l'anno successivo a causa delle ferite riportate in battaglia.

## Conseguenze
La vittoria almohade scosse la stabilità del regno di Castiglia per diversi anni. L'abbandono di tutti i castelli al confine con la Spagna islamica (Malagón, Benavente, Calatrava, Caracuel e Torre de Guadalferza) aprì la strada per Toledo. Ma fortunatamente per i cristiani, il califfo almohade Abū Yūsuf Yaʿqūb al-Manṣūr tornò a Siviglia a causa delle perdite considerevoli che aveva subito.
Per i successivi due anni, le forze di al-Manṣūr devastarono l'Estremadura, la valle del Tago, La Mancha e la zona intorno a Toledo. Le incursioni non portarono guadagni territoriali significativi al califfo e vennero respinte da Pedro Fernández de Castro "el Castellano", il quale venne nominato Mayordomo mayor da Alfonso IX. Al-Manṣūr si alleò con re Alfonso IX di León (che si era infuriato perché il re castigliano Alfonso VIII non lo aveva aspettato prima della battaglia) e ottenne la neutralità della Navarra, ma entrambi questi risultati furono solo temporanei.
Il califfo stava perdendo interesse per gli affari della penisola iberica, era in cattive condizioni di salute, e il suo obiettivo di salvare la Spagna islamica sembrava essere stato un completo successo. Fu per questa ragione che nel 1198 tornò in Marocco. Morì nel febbraio 1199.
La rivincita cristiana si ebbe diciassette anni dopo, nella battaglia di Las Navas de Tolosa, dove le forze iberiche sconfissero le truppe Almohadi guidate dal nuovo califfo Muḥammad al-Nāṣir, figlio e successore di Abū Yūsuf Yaʿqūb.